# Spirit of the Moment - Live at the Village Vanguard
Spirit of the Moment - Live at the Village Vanguard è un doppio album live del sassofonista jazz Joshua Redman, registrato e pubblicato nel 1995.

## Tracce

### CD 1
1. Jig-a-Jug – 11:31
2. My One and Only Love – 11:02
3. Count Me Out – 07:08
4. Second Snow – 13:56
5. Remember – 09:56
6. Dialogue – 06:53
7. St. Thomas – 12.14

### CD 2
1. Herbs and Roots – 12:48
2. Wait no Longer – 11:44
3. Neverend – 13:45
4. Just in Time – 08:50
5. Mt. Zion – 10:12
6. Slapstick – 05:51
7. Lyric – 11:58

## Formazione
- Joshua Redman – sassofono
- Peter Martin – pianoforte
- Christopher Thomas – contrabbasso
- Brian Blade – percussioni